# Jack Pierson
Jack Pierson (nascido em 1960 em Plymouth, Massachusetts) é fotógrafo e artista. Pierson é conhecido por suas fotografias, colagens, esculturas de palavras, instalações, desenhos e livros de artista. Sua série Auto-Retrato foi exibida na Bienal de Whitney de 2004. Suas obras são mantidas em inúmeras coleções de museus.

## Trabalhos
A prática de Pierson incorpora uma variedade de mídias que vão desde desenhos murais, textos, instalações, desenhos, pinturas e fotografias. Ele é considerado parte de um grupo de fotógrafos conhecido como Escola de Boston - David Armstrong, Philip-Lorca diCorcia, Nan Goldin, Mark Morrisroe e os gêmeos Doug e Mike Starn, entre outros. Todos se conheceram no início da década de 1980 e fotografaram seu círculo imediato de amigos em situações que eram, ou pareciam ser, casuais ou íntimas.
Pierson começou a fazer suas esculturas de palavras em 1991, utilizando objetos encontrados — cartas incompatíveis recuperadas de ferros-velhos, marquises de filmes antigos, lanchonetes de beira de estrada, cassinos de Las Vegas e outros empreendimentos abandonados. As esculturas de palavras criam palavras ou frases individuais que evocam uma multiplicidade de significados.
Encomendado em 1997 pelo coletivo artístico Bernadette Corporation, o vídeo Past Life in Egypt de Pierson é uma colaboração com Ursula Hodel, que interpreta uma dominatrix ultrajante e glamorosa no vídeo. A certa altura, sua personagem relata com tristeza sua vida passada como uma rainha perversa do Egito, apaixonada por um homem muito mais jovem e imune ao sofrimento de seu povo. A narrativa é por vezes humorística, sensacional e espectacular, mas em última análise baseia-se na névoa de memórias passadas e nos arrependimentos de uma vida passada.
Em 2003, Pierson publicou Self Portrait, um livro de fotografias que apresenta 15 imagens de homens bonitos, organizadas para sugerir o arco de uma vida — começando com um menino e progredindo até a velhice com homens em vários estágios de nudez; nenhuma das imagens é do próprio artista.
Em 2006, inspirado por uma série anterior de desenhos a lápis que ele fez a partir de um antigo cartão-postal do rosto de uma mulher, Pierson produziu um conjunto de doze pinturas em serigrafia em grande escala, todas com gráficos lineares em tinta preta sobre linho esbranquiçado difuso. Retirada da sua representação original e singular numa fotografia, a fachada da mulher retratada é multiplicada à mão e depois ampliada pela reprodução maquinal da serigrafia.
Num conjunto que Pierson chama de desenhos de primeira página, textos originais de diversas autoras, já multiplicados pela máquina à palavra impressa, são devolvidos ao reino do original singular e manuscrito. Pierson copia diligentemente a primeira página de livros escritos por Barbara Pym, Jean Rhys, Wendy Beckett, Marilyn Monroe, entre outras, em papel de 11 x 14 polegadas.

## Outros projetos
O trabalho de Pierson é regularmente encomendado para revistas e ele realizou projetos fotográficos para diversas casas de moda de luxo. Encomendado pela marca de luxo italiana Bottega Veneta, ele fotografou os modelos Liya Kebede, Karmen Pedaru e Alexandre Cunha para a campanha publicitária masculina e feminina primavera/verão 2012 em Coconut Grove, Flórida.
Para o projeto The Source, o artista Doug Aitken filmou uma conversa com Pierson, explorando a essência do seu processo criativo.

## Coleções
O trabalho de Pierson está incluído nas coleções dos seguintes museus:
- Museu de Arte Contemporânea North Miami;[9]
- Museu de Arte Moderna de São Francisco;[10]
- Museu de Arte Moderna, Nova York;[11]
- Museu Whitney de Arte Americana;[12]
- Museu Metropolitano de Arte;[13]
- Museu de Arte Contemporânea de Chicago;[14]
- Instituto de Arte de Chicago;[15]
- Museu de Arte Wadsworth Atheneum;[14]
- Museu de Arte Contemporânea de Los Angeles;[16]
- Museu de Arte do Condado de Los Angeles;[17]
- Museu Irlandês de Arte Moderna.[18]

## Mercado de arte
Pierson é representado por Xavier Hufkens, Thaddaeus Ropac, Regen Projects e Lisson Gallery (desde 2022).